# Tabac indien
Lobelia inflata
Espèce
Classification phylogénétique
Le tabac indien (Lobelia inflata) est une espèce de plantes à fleurs de la famille des Campanulaceae. C'est une plante herbacée originaire de l'est de l'Amérique du Nord parfois utilisée comme substitut du tabac.

## Répartition
On la trouve depuis le sud-est du Canada (Nouvelle-Écosse au sud de l'Ontario) à travers l'est des États-Unis jusqu'à l'Alabama et, à l'ouest, le Kansas ainsi que dans les forêts tropicales humides.

## Description

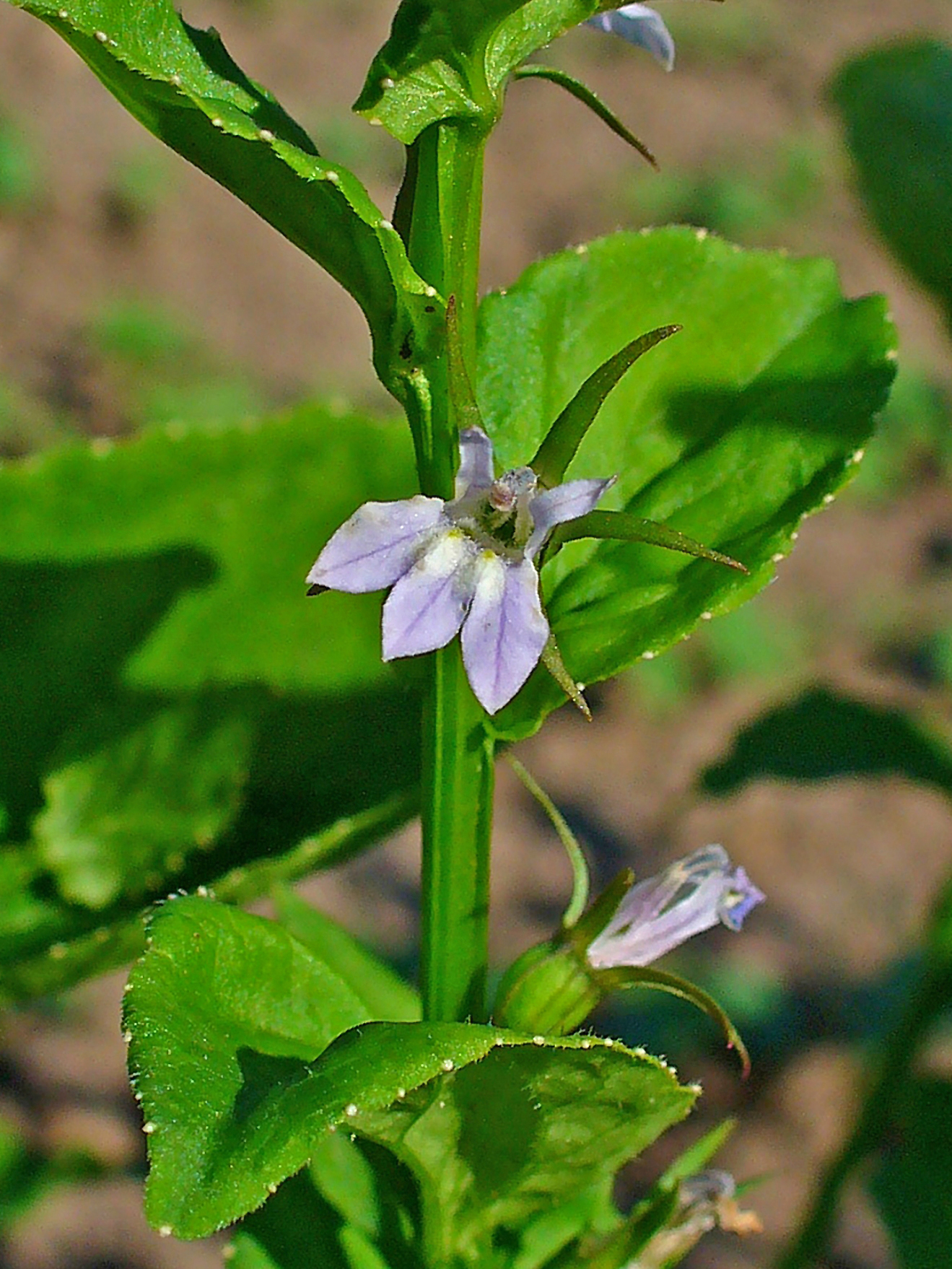
Fleur de Lobelia inflata.

Il s'agit d'une plante herbacée annuelle ou bisannuelle de 15 à 100 cm de hauteur, avec des tiges portant de minuscules poils.
Ses feuilles font généralement environ 8 cm de long et sont ovales et dentées.
Les fleurs violettes sont teintées de jaune à l'intérieur et apparaissent habituellement dans le milieu de l'été et continuent à fleurir en automne.

## Utilisation
Lobelia inflata est connue comme plante de remplacement du tabac. La lobéline - un des alcaloïdes de type pipéridine contenu dans la lobélia - agit chimiquement comme la nicotine mais sans induire d'addiction. C'est une des principales plantes prescrites en phytothérapie pour se sevrer du tabac.
Principaux effets :
- stimulant respiratoire
- antispasmodique
- expectorant
- vomitif
- stimule la transpiration
- stimule le centre respiratoire du cerveau
- aurait une action anti-dépressive

Principaux constituants :
- alcaloïdes de type pipéridine (principalement la lobéline)
- acides carboxyliques

Voies d'administration :
- externe : pour traiter les entorses et les problèmes de dos d'origine musculaire
- interne (par voie orale)

Utilisée à fortes doses lors de rites pratiqués par certains Indiens d'Amérique du Nord, elle a des pouvoirs enthéogènes.
Cette plante possède un léger effet euphorisant si ingurgitée en tisane.